# Motores quânticos de calor e refrigeradores
Um mecanismo de calor quântico é um dispositivo que gera energia a partir do fluxo de calor entre os reservatórios quentes e frios. O mecanismo de operação do mecanismo pode ser descrito pelas leis da mecânica quântica. A primeira realização de um motor de aquecimento quântico foi apontada por Scovil e Schulz-DuBois em 1959, mostrando a conexão da eficiência do mecanismo Carnot e do maser de três níveis. Os refrigeradores quânticos compartilham a estrutura dos motores quânticos de calor com o objetivo de bombear calor de um banho frio para um quente consumindo energia sugerida pela primeira vez por Geusic, Schulz-DuBois, De Grasse e Scovil.  Quando a energia é fornecida por um laser, o processo é denominado bombeamento óptico ou resfriamento a laser, sugerido por Weinland e Hench. Motores térmicos e refrigeradores podem operar até a escala de uma única partícula, justificando a necessidade de uma teoria quântica denominada termodinâmica quântica.

## Amplificador de 3 níveis como um motor de aquecimento quântico
O amplificador de três níveis é o modelo de um dispositivo quântico. Ele opera empregando um banho quente e frio para manter a inversão da população entre dois níveis de energia que é usado para amplificar a luz por emissão estimulada O nível do estado fundamental (1-g) e o nível excitado (3-h) são acoplados a um banho quente de temperatura {\displaystyle T_{h}}. A diferença de energia é  {\displaystyle \hbar \omega _{h}=E_{3}-E_{1}}. Quando a população nos níveis se equilibra
{\displaystyle {\frac {N_{h}}{N_{g}}}=e^{-{\frac {\hbar \omega _{h}}{k_{b}T_{h}}}}}
onde {\displaystyle \hbar ={\frac {h}{2\pi }}} é constante de Planck e {\displaystyle k_{b}} é a constante de Boltzmann. O banho frio de temperatura {\displaystyle T_{c}} acopla o terra (1-g) para um nível intermediário (2-c) com intervalo de energia {\displaystyle E_{2}-E_{1}=\hbar \omega _{c}}. Quando os níveis 2-c e 1-g equilibrar então
{\displaystyle {\frac {N_{c}}{N_{g}}}=e^{-{\frac {\hbar \omega _{c}}{k_{b}T_{c}}}}}.
O dispositivo funciona como um amplificador quando os níveis (3-h) e (2-c) são acoplados a um campo externo de frequência {\displaystyle \nu }. Para condições de ressonância ideais  {\displaystyle \nu =\omega _{h}-\omega _{c}}. A eficiência do amplificador na conversão de calor em energia é a razão entre a saída do trabalho e a entrada de calor:
{\displaystyle \eta ={\frac {\hbar \nu }{\hbar \omega _{h}}}=1-{\frac {\omega _{c}}{\omega _{h}}}}.
A amplificação do campo é possível apenas para ganho positivo (inversão da população) {\displaystyle G=N_{h}-N_{c}\geq 0}. Isso é equivalente a {\displaystyle {\frac {\hbar \omega _{c}}{k_{b}T_{c}}}\geq {\frac {\hbar \omega _{h}}{k_{b}T_{h}}}}. Inserir esta expressão na fórmula de eficiência leva a:
{\displaystyle \eta =1-{\frac {\omega _{c}}{\omega _{h}}}\leq 1-{\frac {T_{c}}{T_{h}}}=\eta _{c}}
onde {\displaystyle \eta _{c}} é a eficiência do ciclo de Carnot. A igualdade é obtida sob uma condição de ganho zero {\displaystyle G=0}. A relação entre o amplificador quântico e a eficiência de Carnot foi apontada pela primeira vez por Geusic e Scovil.
A reversão da operação conduzindo o calor do banho frio para o banho quente consumindo energia constitui uma geladeira. A eficiência do refrigerador definida como o coeficiente de desempenho (COP) para o dispositivo invertido é:
{\displaystyle \epsilon ={\frac {\omega _{c}}{\nu }}\leq {\frac {T_{c}}{T_{h}-T_{c}}}}

### Motor de calor de spin quântico experimental
Um experimento foi realizado por pesquisadores da Universidade de Waterloo, Universidade Federal do ABC e pelo Centro Brasileiro de Pesquisas Físicas. Eles demonstraram um mecanismo de calor de spin quântico em um ambiente de laboratório.
Durante o experimento, Roberto M. Serra atualizou um mecanismo quântico de prova de princípio utilizando um spin nuclear colocado em uma molécula de clorofórmio e estratégias de ressonância magnética nuclear. Os analistas controlaram o spin atômico de um isótopo de Carbono 13 (13C) usando um campo de radiofreqüência, criando um ciclo de Otto. Os cientistas descobriram que, ao executar um Ciclo Otto quântico, seu mecanismo quântico de calor pode alcançar eficácia para a extração de trabalho de η≈42%, que está próximo do seu limite termodinâmico (η = 44%).